# Mangunan (Dlingo)
Mangunan is een bestuurslaag in het regentschap Bantul van de provincie Jogjakarta, Indonesië. Mangunan telt 4471 inwoners (volkstelling 2010).